# 부자의 탄생 시즌1
《부자의 탄생 시즌1》은 tvN에서 2011년 7월 9일부터 2011년 8월 6일까지 방송되었던 TV 프로그램이다. 천태우가 치킨 전문점, 김민수가 도시락 카페 전문점 점주로 선정되었다.